# Las Patronas
Las Patronas son un colectivo de mujeres voluntarias de la localidad de Guadalupe, La Patrona, del municipio de Amatlán de los Reyes, Veracruz, que desde 1994 alimentan y asisten a personas migrantes que viajan a bordo de La Bestia, el tren de carga que cruza México de sur a norte.
Estas mujeres lanzan paquetes de comida y botellas de agua hacia el tren para que las personas migrantes puedan tener un poco de alivio en su rumbo hacia el norte. Además, son uno entre los varios colectivos de apoyo a migrantes en México.

## Historia
En 1994, desapareció el tren de pasajeros de la ruta del sureste a causa del proceso de privatización que sufrió Ferrocarriles Nacionales de México. Leonila Vázquez Alvízar y su compañera, dos de las fundadoras de Las Patronas salieron de comprar los insumos para su desayuno cuando vieron que el tren que pasaba todos los días, ahora venía más lleno de personas que solicitaban comida, por lo que les dieron lo que traían. Ellas no sabían quiénes eran, hasta que una ocasión que el tren paró en la antigua estación supieron que se trataba de personas provenientes de Centroamérica con el deseo de llegar a Estados Unidos en busca del sueño americano. A partir de entonces, las mujeres comenzaron a organizar para preparar comida y empaquetarla en bolsas para entregarlas a los viajeros del tren cuando pasara delante de su comunidad.
“En aquel tiempo, Centroamérica era un lugar muy lejano y aún no se conocía a este tren como La Bestia, sino como "El tren de las Moscas" porque en él iban cientos de personas pegadas como insectos a sus hierros.”

## Labores de apoyo a la comunidad migrante
Las Patronas preparan diariamente entre 15 y 20 kilos de frijoles y arroz, lo cual las convierten en cerca de 300 paquetes de almuerzos diariamente. Cuando pasa La Bestia, el tren que no para y sólo disminuye su velocidad, se acercan a las vías y disponen con menos de 15 minutos para entregar las bolsas con comida, botellas con agua e información sobre los derechos humanos de las personas migrantes para que puedan atraparlas desde el tren.
Además, brindan acompañamiento a quienes deciden regularizar su situación migratoria, a quienes requieren atención médica o legal. También han puesto en marcha programas para sufragar la repatriación de los parientes que mueren en Estados Unidos o los viajes de la gente mayor que quiere viajar a México para ver por última vez a sus seres queridos.

## Premios

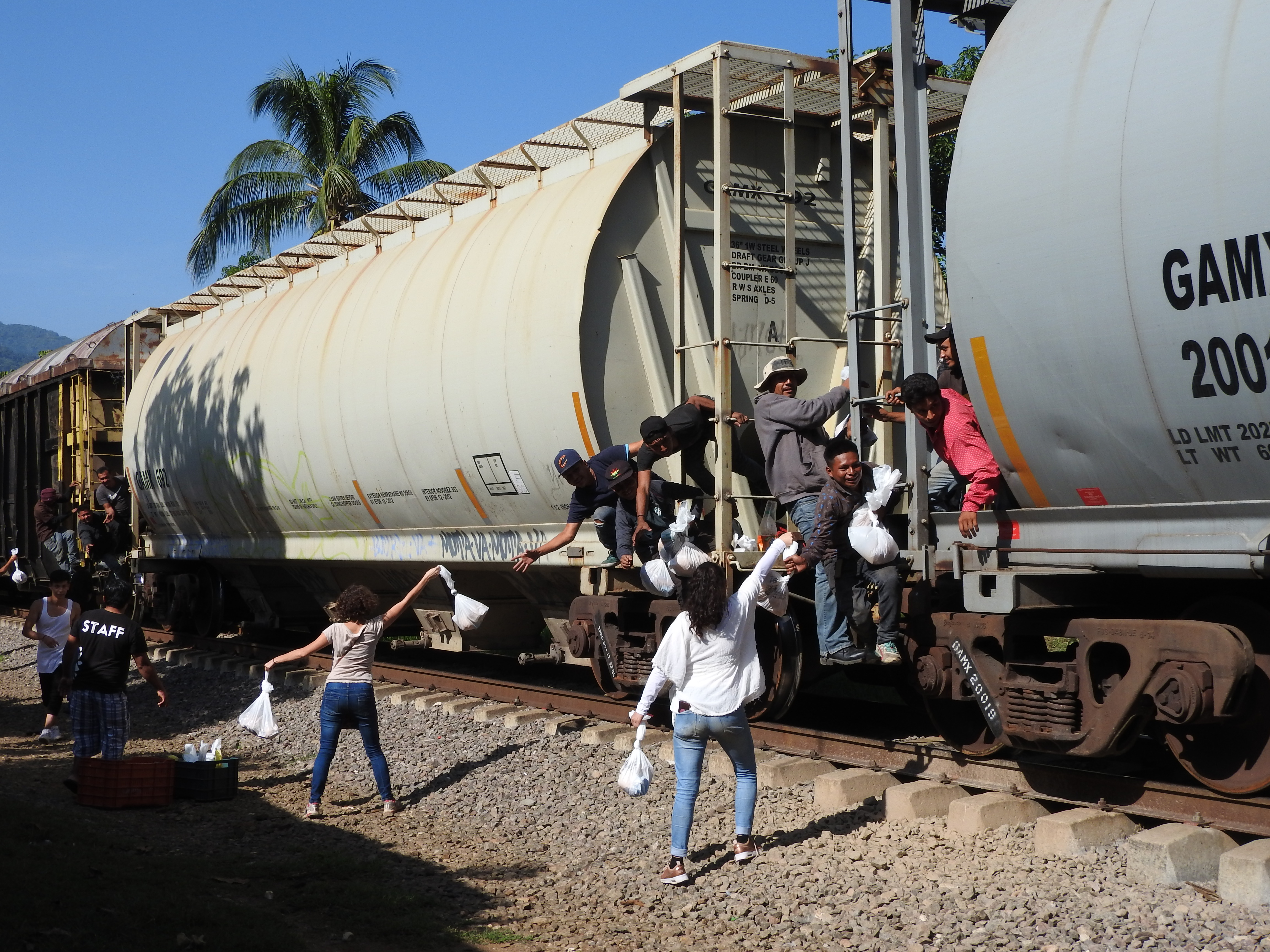
Entrega de alimentos a personas migrantes en las vías de La Bestia.

El conocimiento en los medios de comunicación y su difusión de la labor de las Patronas, el reconocimiento de la sociedad mexicana por su trayectoria, en la asistencia y defensa de derechos de los migrantes les ha merecido reconocimientos por varias instituciones y organismos públicos y privados, que como muestra están:
| Año  | Premio                                                      | Otorgante                                                                 |
| ---- | ----------------------------------------------------------- | ------------------------------------------------------------------------- |
| 2013 | Premio Nacional de Derechos Humanos                         | Comisión Nacional de Derechos Humanos                                     |
| 2013 | Premio Nacional de Acción Voluntaria y Solidaria            | Gobierno de México                                                        |
| 2013 | Premio Nacional de Derechos Humanos Don Sergio Méndez Arceo | Fundación Don Sergio Méndez Arceo                                         |
| 2017 | Presea Corazón de León                                      | Federación de Estudiantes Universitarios de la Universidad de Guadalajara |
| 2018 | Doctorado Honoris Causa                                     | Universidad Autónoma de Aguascalientes                                    |

## Acciones solidarias en apoyo a Las Patronas

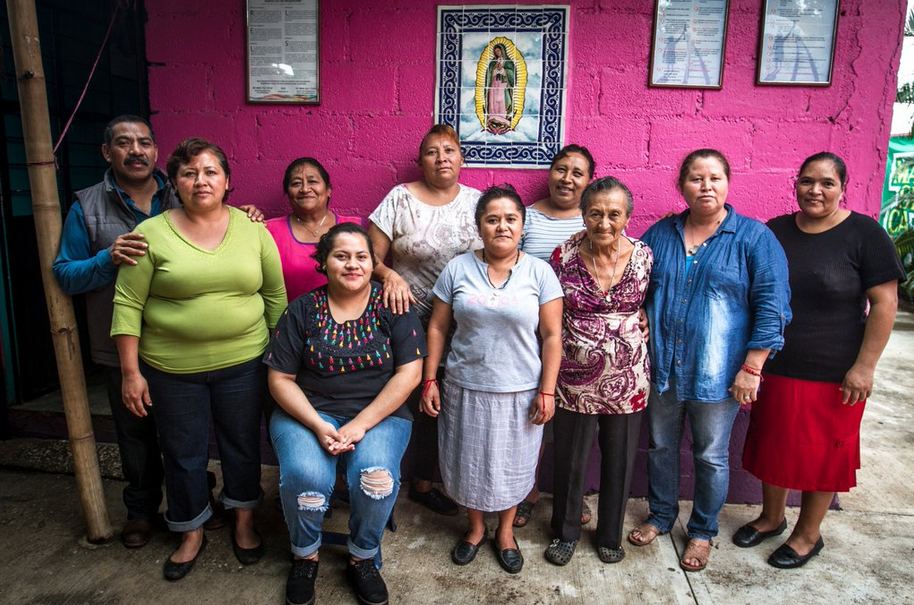
Integrantes del grupo "Las Patronas": Norma, Bernarda, Rosa, Nila, Tere, Toña, Karina, Blanca, Doña Tere, Julia, Lupe, Mariela y Pepe.

### Campañas de apoyo a Las Patronas
El 26 de noviembre de 2011 en Xalapa, Veracruz se organizó una jornada artístico-cultural llamada Va por Las Patronas, en solidaridad con el colectivo de mujeres defensoras de la comunidad migrante. La campaña consistió en hacer donaciones de alimentos no perecederos y ropa en buen estado a la población. El grupo que organizó el evento tuvo apoyo de personalidades como Elena Poniatowska, Damián Alcázar y Jesusa Rodríguez. Durante la jornada se recaudaron 6 toneladas de alimentos.
El 2 de junio de 2012 se organizó una segunda campaña, organizada en esta ocasión por la comunidad de jazz, donde se logró reunir una carga de tonelada y media entre ropa y comida.
En septiembre de 2012 se inició una campaña de apoyo en Puebla con una serie de exposiciones fotográficas, mesas de diálogo y proyección de documentales donde además, se recolectaron víveres, medicamentos y dinero, con el fin de garantizar el trabajo de Las Patronas por al menos un año.

### Donación de insumos
La labor que desempeñan Las Patronas es posible gracias a las donaciones que reciben de algunas empresas, organizaciones, colectivos sociales, escuelas, universidades, familias particulares y mercados cercanos en donde consiguen alimentos que ya no serán vendidos, pero no de partidos políticos ni del gobierno.
En las escuelas vecinas realizan colectas de envases vacíos de PET que las mujeres llenan de agua. Una cadena comercial les regala el pan que no puede vender en sus vitrinas, y la iglesia católica de Córdoba, la ciudad más cercana a su comunidad rural, ha destinado un día semanal para recolectar ayuda para los migrantes que ayuda el grupo.
Las fundadoras recuerdan que no siempre fue así. Los primeros años que comenzaron con su labor, la familia Romero Vázquez, compraba arroz y frijoles que regalaban en las vías. Sin embargo, a partir de 2007 que se difundió el documental De Nadie, que narra su trabajo en las vías, más personas comenzaron a apoyarles con recursos para mantener su tarea.

## Problemáticas
En un inicio, el colectivo de mujeres enfrentó críticas en su propia comunidad, lo que motivó la salida de algunas personas que apoyaban al grupo en sus labores cotidianas.

"Éramos 20 en un inicio, pero la mala información, el miedo de que tal vez hacíamos algo indebido, hizo que algunas se salieran"
Luchadores sociales religiosos vinculados al movimiento de defensa migrante han denunciado hostilidades contra Las Patronas por parte de la institución eclesiástica local.
"Las han desautorizado, y eso yo lo escuché personalmente, porque no se han sindicalizado con la jerarquía de Córdoba, no trabajan para el obispado de Córdoba"
"Hay que decirlo públicamente: nuestras hermanas Patronas están siendo acosadas por nuestra iglesia, esa iglesia a la cual pertenecemos"
En junio de 2013, el colectivo de mujeres fue acusado de utilizar su labor en beneficio propio; sin embargo, Las Patronas declaran que su labor ha sido y es completamente transparente.

## Registros documentales
| Título                                                       | Año  | País     | Dirección                                       | Duración |
| ------------------------------------------------------------ | ---- | -------- | ----------------------------------------------- | -------- |
| De nadie                                                     | 2005 | México   | Tin Dirdamal                                    | 82 min.  |
| La Patrona (cortometraje)                                    | 2009 | México   | Lizette Argüello                                | 5 min.   |
| El tren de las moscas (cortometraje)                         | 2010 | España   | Nieves Prieto Tassier y Fernando López Castillo | 14 min.  |
| Llévate mis amores                                           | 2014 | México   | Arturo González Villaseñor                      | 90 min.  |
| Como el viento                                               | 2015 | México   | Santiago Dávial y Julián Álvarez                | 7 min.   |
| La Cocina de Las Patronas                                    | 2016 | México   | Javier García/Sacbé Producciones                | 66 min.  |
| La Bestia                                                    | 2016 | España   | José Antonio Guardiola y Susana Jiménez Pons    | 31 min.  |
| Las Patronas: tender una mano al migrante                    | 2020 | Alemania | Pía Castro. DW                                  | 25 min   |
| Lejos del Sur                                                | 2021 | México   | Canal 14                                        | 25 min   |
| La bestia: El Tren de los Migrantes y Las Patronas de México | 2024 | España   | Soy Fugitivo (Youtube)                          | 31 min.  |

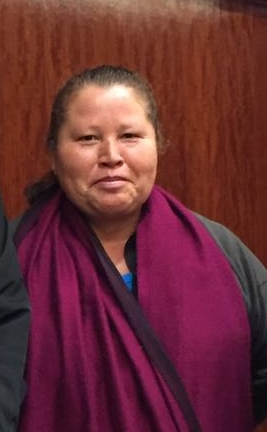
Norma Romero en Santiago de Compostela, España

La historia y testimonio de las Patronas como ejemplo de organización de la sociedad civil mexicana con solidaridad a los desprotegidos, ante la crisis migratoria negada por los diferentes gobiernos. 
El 13 de abril del 2025 falleció una de las fundadoras de Las Patronas, Leonila Vázquez Alvízar, quien había nacido el 16 de enero de 1936. Su testimonio está presente en un mundo donde las crisis humanitarias son frecuentes, su ejemplo es una fuente de inspiración para quienes buscan construir un futuro más justo y solidario. 